# Kirche der Heiligen Muttergottes (Schiras)

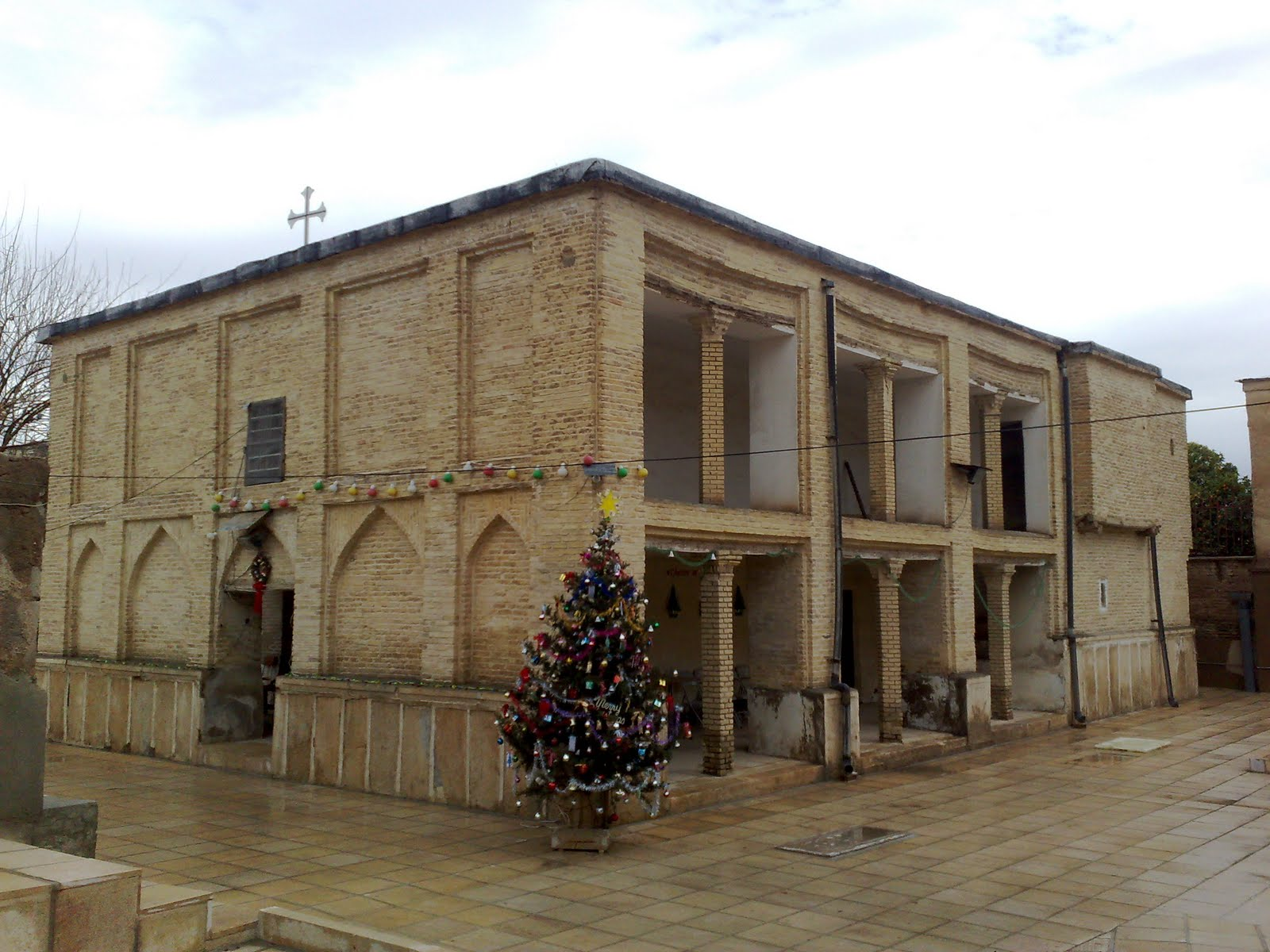
Kirche der Heiligen Muttergottes in Schiras

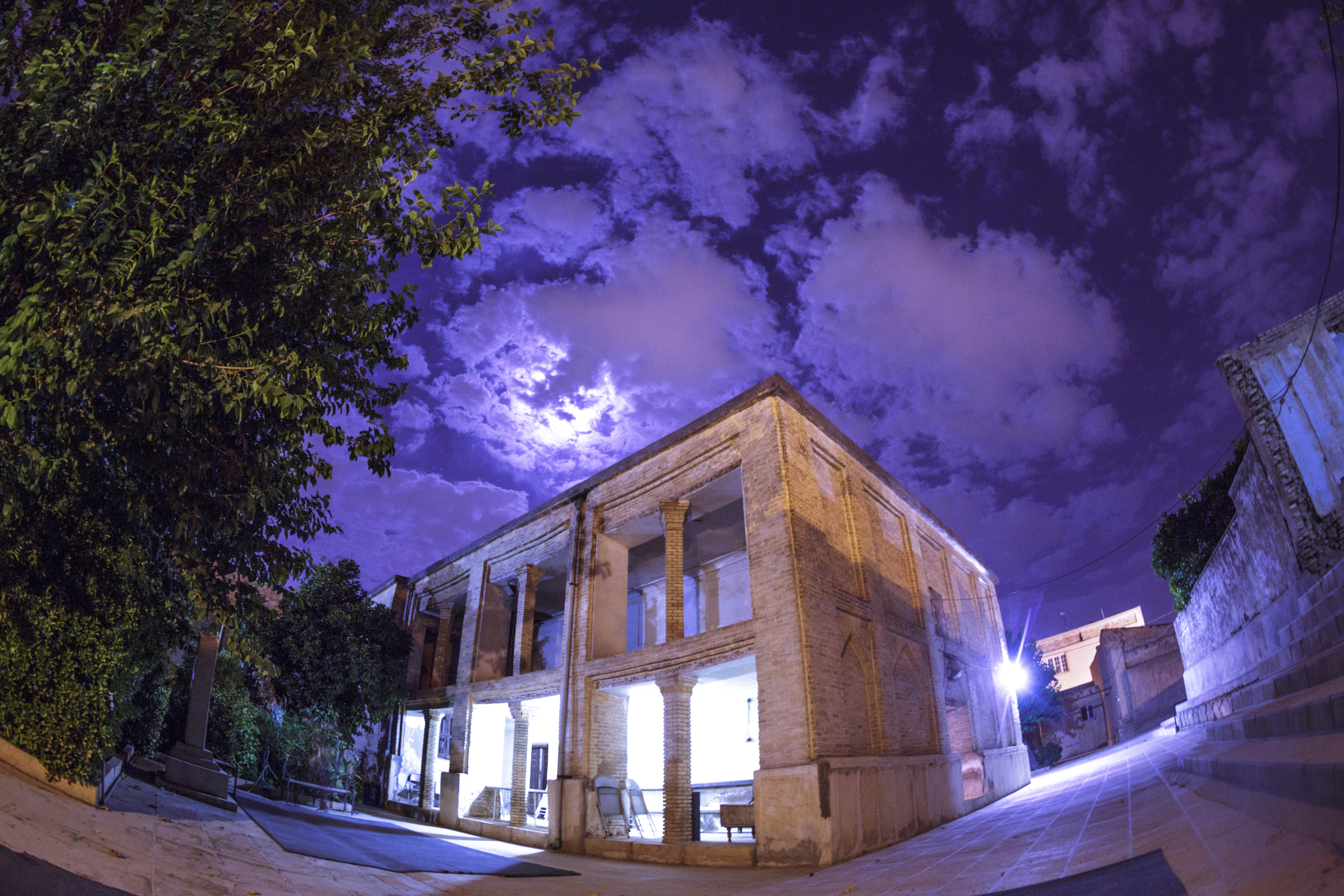
Kirche der Heiligen Muttergottes in Schiras

Die Kirche der Heiligen Muttergottes, auch Marienkirche (armenisch Սուրբ Աստվածածին եկեղեցի Surb Astwazazin jekeghezi oder Սուրբ Մարիամ եկեղեցի Surb Mariam jekeghezi, westarmenisch Surp Asdwadsadsin, persisch کلیسای مریم مقدس oder کلیسای ارامنه شیراز), ist eine Kirche in der iranischen Stadt Schiras, die 1662 fertiggestellt wurde. Sie gehört zum Bistum Isfahan des Katholikats von Kilikien der Armenisch-Apostolischen Kirche.

## Standort
Die Kirche steht inmitten eines gartenartigen Komplexes in Sare Jouye Aramaneh, dem traditionellen armenischen Viertel von Schiras, an der Ostseite der Sang-Siah-Straße (سنگ سياه) rund 20 m nördlich der Moadel-Straße (معدل), etwa 200 m südöstlich des nordöstlichen Abschnitts der Qaʾani-Allee (قاآنی).

## Geschichte
Bereits im 16. Jahrhundert gab es Armenier in Schiras. Am Ort der heutigen Kirche gab es um 1550 eine kleine Kapelle. Die armenische Kirche der Heiligen Muttergottes wurde unter dem safawidischen Schah Abbas II. 1662 fertiggestellt. Durch Auswanderung gibt es in Schiras um 2020 nur noch eine kleine armenische Gemeinde.

## Architektur
Die aus Ziegeln errichtete Kirche hat einen rechteckigen Grundriss und ein Flachdach; sie steht in nordwestlich-südöstlicher Richtung mit der Apsis im Südosten. Sie ist in ihrem Stil an den Kirchen des Isfahaner Stadtviertels Nor Dschugha ausgerichtet. Die Kirche besteht aus einer Gebetshalle mit einer hohen flachen Decke und mehreren Zellenräumen auf jeder Seite. Die Decke ist mit Malereien aus der Zeit der Safawiden geschmückt. Auch die Bögen und Nischen in den Zellenräumen mit ihrem Stuck haben sich den Stil aus dieser Zeit erhalten.
Im Gegensatz zu den meisten armenischen Kirchen in Isfahan hat die Schiraser Marienkirche keine Kuppel.

## Gemeindeleben
Heute leben in Schiras nur noch wenige armenische Christen, weshalb es nur noch an besonderen Feiertagen Gottesdienste gibt.
Von Auswärtigen darf die Kirche nur mit einer Genehmigung des lokalen Erschad-Büros in Begleitung eines der genehmigten Fremdenführer besucht werden.